# Adele Sandrock

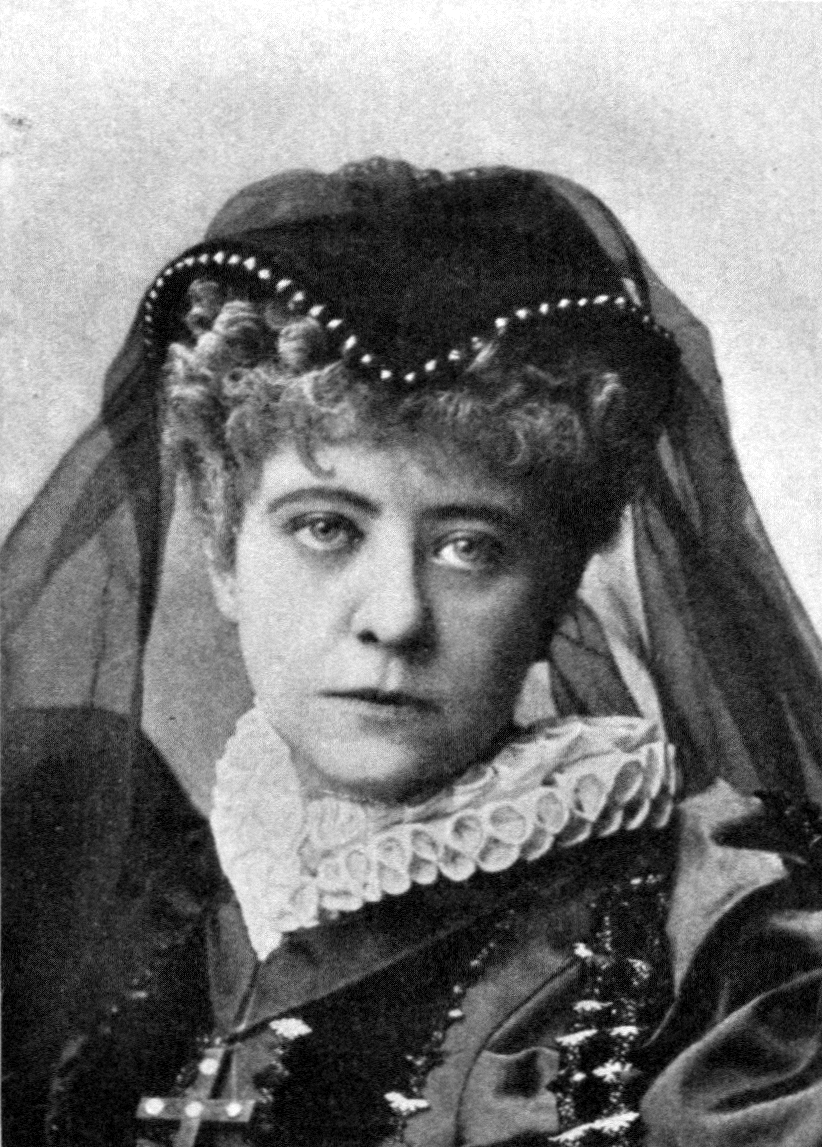
Adele Sandrock

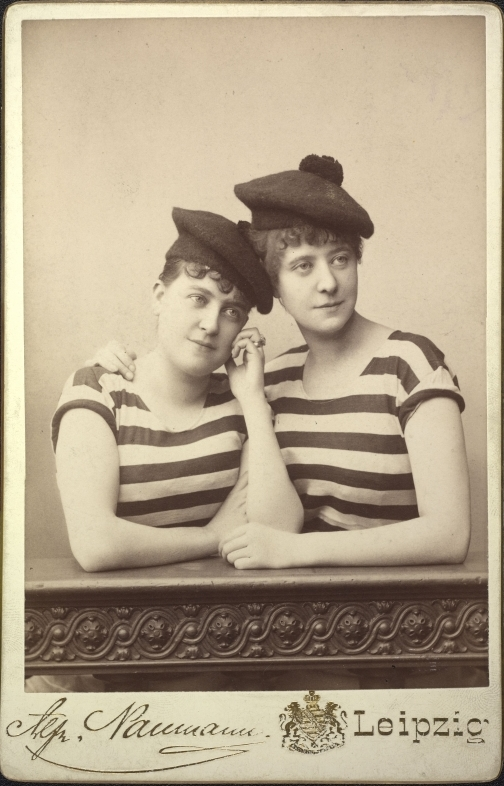
Adele und Wilhelmine Sandrock, 1885

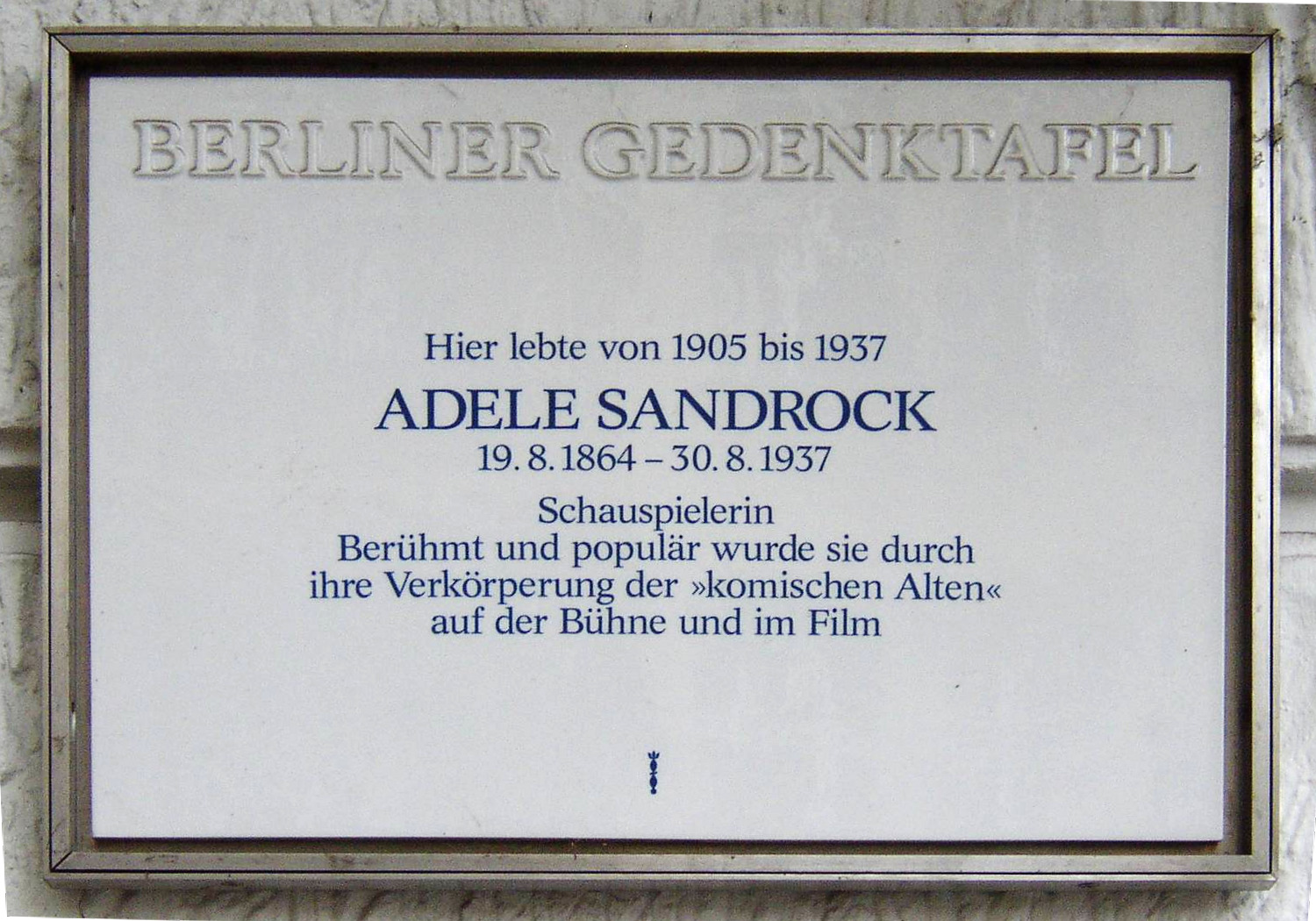
Berliner Gedenktafel, Leibnizstr. 60 in Berlin-Charlottenburg (mit falschem Geburtsjahr)

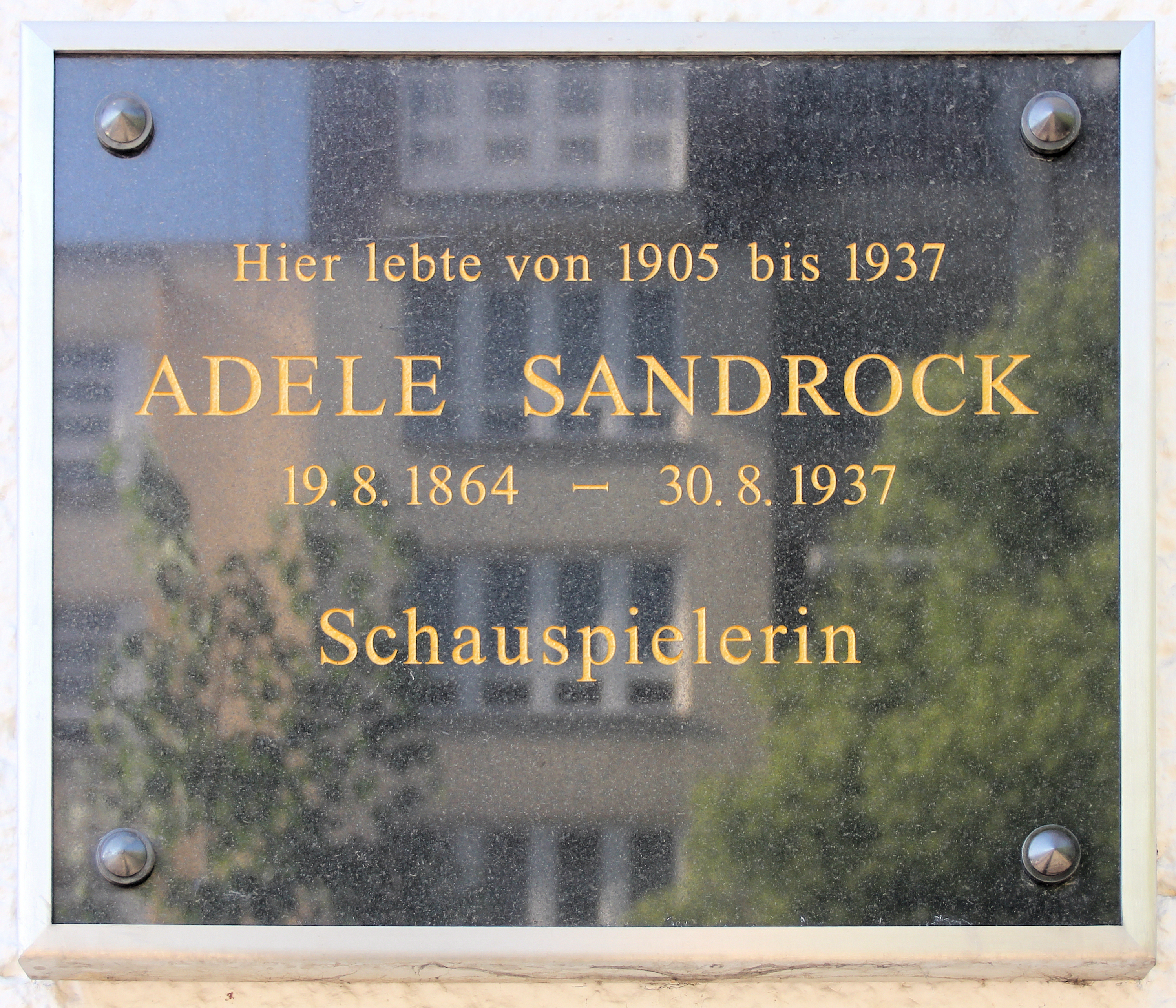
Gedenktafel am Haus Leibnizstraße 60, in Berlin-Charlottenburg (mit falschem Geburtsjahr)

Adele Caroline Sandrock, auch Adèle Caroline Sandrock, (* 19. August 1863 in Rotterdam; † 30. August 1937 in Berlin) war eine niederländisch-deutsche Schauspielerin. Sie wurde gegen Ende des 19. Jahrhunderts zu einem Bühnenstar und absolvierte ab 1911 erste Filmauftritte. Bekannt ist sie heute vor allem noch für ihre späten Filmrollen, in denen sie oft exzentrische oder starrsinnige ältere Damen spielte.

## Anfänge
Adele Sandrock war das dritte Kind des deutschen Kaufmanns Eduard Othello Sandrock (1834–1897) und der niederländischen Schauspielerin Johanna Simonetta ten Hagen (1833–1917). Die Eltern hatten am 20. Dezember 1860 in Amsterdam geheiratet, und schon am 5. Februar 1861 kam das erste Kind Wilhelmine Sandrock in Rotterdam zur Welt. Adele wuchs mit Wilhelmine und dem Bruder Christian Sandrock (1862–1924) in Rotterdam auf. Nachdem die Ehe der Eltern am 15. November 1869 geschieden worden war, lebte sie ab 1870 in Berlin, wo man eine Wohnung im Haus Kurfürstenstraße 144 bezog.
Als junges Mädchen interessierte sich Adele kaum für die Schule. Sie liebte wie ihre Mutter das Theater und wurde wegen unentschuldigten Fehlens sogar der Schule verwiesen. Mit fünfzehn Jahren debütierte sie 1878 am Berliner Vorstadttheater Urania unter dem Namen Frl. d’Artoit in der Rolle der Selma im Lustspiel Mutter und Sohn von Charlotte Birch-Pfeiffer.
In einem Theater in Berlin lernte sie die Meininger kennen und war von deren Spielweise fasziniert. Sie fuhr mit geliehenem Geld nach Meiningen, sprach dort die Rolle der Luise in Schillers Kabale und Liebe vor und erhielt einen Dreijahresvertrag. Danach folgten weitere Engagements unter anderem in Moskau, Wiener Neustadt und Budapest. Auch Adolph L’Arronge, Theaterdirektor und -autor, war von ihrem Talent angetan.

## Wien und Berlin
Der Durchbruch gelang ihr 1889 mit der Hauptrolle der Isabella in Der Fall Clémenceau von Alexandre Dumas und Armand d’Artois im Theater an der Wien. Zu ihren Stärken zählten von Anfang an moderne Rollen (Henrik Ibsen, Arthur Schnitzler).
Von 1889 bis 1895 spielte sie am Deutschen Volkstheater in Wien. Sie lernte 1893 den Dichter Arthur Schnitzler kennen und unterhielt mit ihm eine enge Beziehung, zwei Jahre lang waren die beiden ein Liebespaar. Die Beziehung war von Launen und von einem beständigen Wechsel der Einstellungen geprägt. In seinen Werken Reigen, Halbzwei und Haus Delorme verwendete Schnitzler seine Erinnerungen an Adele Sandrock. Ihr intimer Briefwechsel erschien 1975 als Buch.
In Wien wurde Sandrock zum Bühnenstar, sorgte aber durch ihr turbulentes Privatleben und ihre Vertragsbrüche für einige Skandale. Mit dem Schriftsteller Alexander Roda Roda war sie vorübergehend verlobt. Von 1895 bis 1898 war sie wie ihre ältere Schwester Wilhelmine Sandrock am Burgtheater tätig. Über ihren Abgang schreibt Hugo Thimig am 16. Oktober 1898 in seinem Tagebuch: „Wir haben zur Abwechslung wieder eine Sandrock-Affäre. Adelchen, das wahrscheinlich günstige Anträge aus Berlin hat, will fort und macht auf lügenhafter Basis Scandal. Sie behauptete in Schnitzler’s ‚Vermächtniß‘ die Mutter der Hohenfels zugetheilt erhalten zu haben. Sie bekam aber eine Dame von 36 Jahren, Mutter der Medelsky (die sie in ‚Wildente‘ ja auch schon war), und der noch ein Verhältniß zu einem jüngeren Manne zugetraut wird. Dann ist sie wüthend, daß sie die ‚Jungfrau‘ nicht spielt! Das braucht bei einem Blick auf Frl. Sandrock keines weitern Commentars.“ Und am 20. Oktober: „Frl. Adele Sandrock wurde auf ihr rüdes Ansuchen aus dem Verband des Burgtheaters entlassen. Trotz ihres starken Talentes war sie kein Gewinn für uns.“ Nach einer Europatournee wirkte sie von 1902 bis 1905 erneut am Deutschen Volkstheater in Wien, konnte aber an ihre früheren großen Erfolge nicht mehr anknüpfen. 1904 lernte sie Tilly Wedekind kennen und blieb bis zu deren Tod in einem persönlichen und brieflichen Austausch mit ihr.
1905 zog sie nach Berlin, wo sie bis 1910 am Deutschen Theater von Max Reinhardt spielte. Seit dieser Zeit gab es einen Knick in ihrer Karriere.

## Filmstar
Ab 1911 übernahm sie erste Rollen in Stummfilmen. 1920 feierte sie auf der Bühne erstmals wieder größere Erfolge und spielte vor allem in Komödien (z. B. von Oscar Wilde) mit starkem Pathos die komische Alte, prägte den Typus der starrköpfigen Schwieger- bzw. Großmutter oder der tyrannischen alten Dame. Im Tonfilm konnte sie ab 1930 ihr komisches Talent voll ausleben und wurde für die Nachwelt dadurch berühmter als durch ihre erfolgreichen Theaterrollen. Ihrer markanten blechern tiefen Stimme wegen wurde sie auch „der General“ genannt.

## Lebensende und Beisetzung

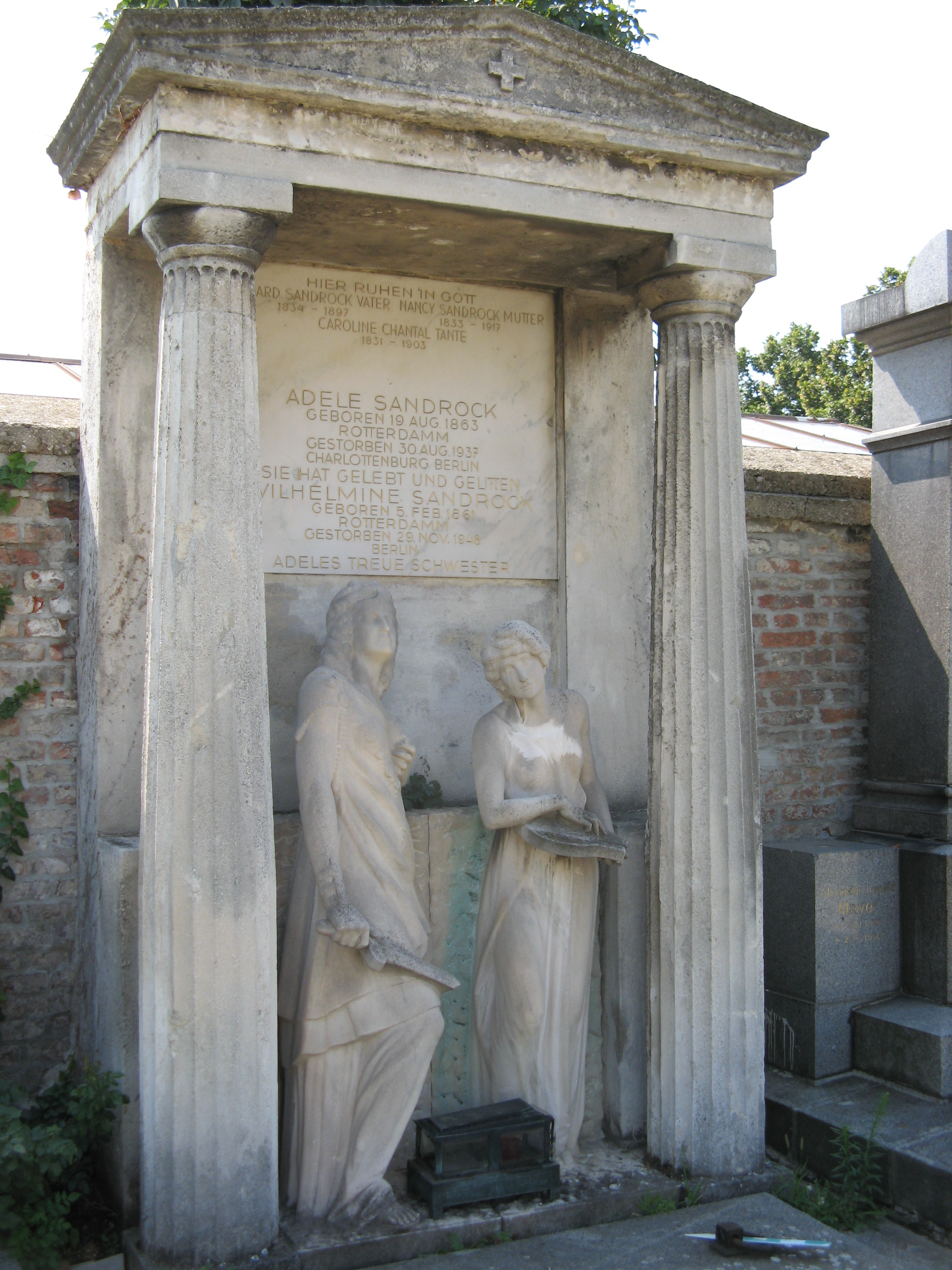
Gruft der Familie Sandrock; Grabdenkmal von Carl Anselm Zinsler (1867–1940), enthüllt am 19. August 1939

Zu Adele Sandrock hielten besonders in ihren späteren Jahren sehr viele hochgestellte Persönlichkeiten Kontakt, so auch der große Theaterliebhaber Zar Ferdinand I. von Bulgarien. Zeitlebens unverheiratet, lebte sie bis zuletzt zusammen mit ihrer Schwester Wilhelmine in einer Wohnung in Berlin-Charlottenburg, Leibnizstraße 60. Dort starb sie am 30. August 1937 an den Spätfolgen eines Oberschenkelhalsbruchs, den sie im April 1936 erlitten hatte und von dem sie sich nie mehr erholte. Der Bruch wurde chirurgisch von Ferdinand Sauerbruch in der Charité versorgt, der sie wie alle Patienten duzte. Am 4. September 1937 fand im Berliner Theater in der Saarlandstraße eine offizielle Trauerfeier statt, nach der im Beisein von Wilhelmine Sandrock die Überführung des Sargs nach Wien erfolgte. Der aus drei Wagen bestehende Überführungskondukt machte auf seinem Weg von Berlin nach Wien am 6. September 1937 auf dem Hauptplatz in Linz für eine Stunde Station, was die Aufmerksamkeit zahlreicher Passanten hervorrief.
Bei der öffentlichen Aufbahrung am 7. September in der Kirche des Matzleinsdorfer Friedhofs in Wien stand auf dem Katafalk neben Sandrocks Sarg ein zweiter, der die Gebeine des Vaters, der Mutter sowie der Tante enthielt, die bis zu ihrer Exhumierung am Vortag in einem Familiengrab bestattet gewesen waren. Gemäß letztwilliger Verfügung von Adele Sandrock waren ihr Vater und ihre Mutter (40 bzw. 20 Jahre zuvor verstorben) neben ihr in einer von Wilhelmine Sandrock angekauften Gruft beizusetzen.
Bei der geladenen Gästen vorbehaltenen Beerdigungsfeier am 8. September 1937 waren neben Vertretern Österreichs, des Deutschen Reichs und der Niederlande aus dem künstlerischen Leben u. a. Else Wohlgemuth, Otto Tressler, Paul Morgan und Jack Trevor zugegen. Ex-Kaiser Wilhelm II. und Adolf Hitler hatten Kränze geschickt. Auf Sandrocks Sarg lag ein großes Blumenkreuz mit der Inschrift: „Ich war Dir treu bis in den Tod, Deine Dich liebende Schwester Wilhelmine“. Am Grabe sprachen u. a. Burgtheaterdirektor Hermann Röbbeling, Ernst Nadherny, Josefine Kramer-Glöckner und Heinz Hanus Worte des Gedenkens.
Die Lage der Grabstelle auf dem Friedhof ist beschrieben mit Gruppe 18, Gruft 165.

## Nachruhm

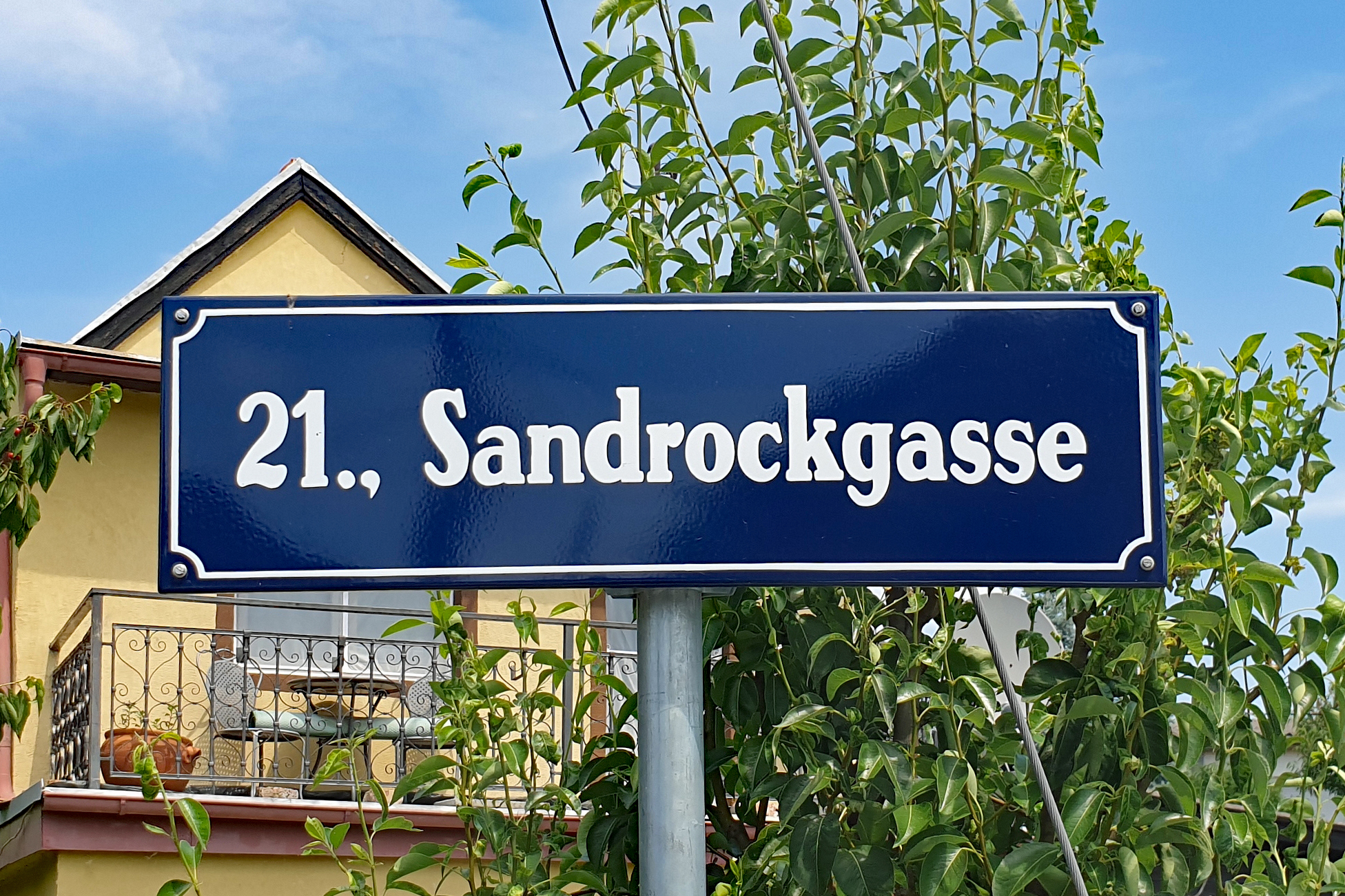
Straßenschild Sandrockgasse in Wien

Adele Sandrock ist bis heute vielen Kino- und Theaterfreunden ein Begriff und steht in einer Reihe mit anderen großen Volksschauspielern wie Heinz Rühmann oder Hans Moser. Andere Schauspielerinnen ähnlichen Typs werden oft mit ihr verglichen. So nannte man die britische Schauspielerin Margaret Rutherford in Deutschland oft die „englische Adele Sandrock“.
Nach Adele Sandrock sind u. a. Straßen (z. B. die Adele-Sandrock-Straße in Berlin-Hellersdorf, der Sandrockweg in Stuttgart-Vaihingen, die Sandrockgasse in Wien und die Adele Sandrock-Gasse in Wiener Neustadt) benannt worden. In den 1960er und 1970er Jahren produzierte das Adele-Sandrock-Studio Baden-Baden u. a. literarische Sprechplatten.
In einer Sonderausstellung von Oktober 1997 bis Januar 1998 dokumentierten die Reiss-Engelhorn-Museen in Mannheim Leben und Wirken der Schauspielerin.

## Veröffentlichungen
- Adele Sandrock und Robert Eysler: Vergeltung. Schauspiel in vier Aufzügen. Als Manuskript vervielfältigt, A. Entsch, Berlin 1900.
- Adele Sandrock: Aus meinem Leben. In: An der schönen blauen Donau, 1890, H. 6, S. 137–138. Online

## Liste der Bühnenrollen
- Alexandre Dumas der Jüngere
  - Die Kameliendame (Rolle der Marguerite Gautier)
  - Francillon (Rolle der Francillon)[24][25]
- Alexandre Dumas der Jüngere und Armand d’Artois, Der Fall Clémenceau (Rolle der Isabella)
- Ludwig Ganghofer und Marco Brociner Die Hochzeit von Valeni (Rolle der Sanda)[26]
- Johann Wolfgang von Goethe, Egmont (Rolle der Margarete von Parma)
- Franz Grillparzer
  - Sappho (Rolle der Sappho)
  - Medea (Rolle der Medea)
- Henrik Ibsen, Rosmersholm (Rolle der Rebekka West)
- Heinrich Laube, Graf Essex (Rolle der Lady Nottingham)
- Gotthold Ephraim Lessing, Emilia Galotti (Rolle der Emilia und der Orsina)
- Victorien Sardou
  - Zaza (Rolle der Zaza)
  - Feodora (Rolle der Feodora)
- Friedrich Schiller
  - Kabale und Liebe (Rolle der Luise und der Lady Milford)
  - Maria Stuart (Rolle der Maria Stuart)
- Arthur Schnitzler
  - Das Märchen (Rolle der Fanny Theren)
  - Liebelei (Rolle der Christine)
- William Shakespeare, Richard III. (Rolle der Anna)
- Hermann Sudermann, Heimat (Rolle der Magda)
- Frank Wedekind, Die Büchse der Pandora (Rolle der Gräfin Geschwitz)
- Oscar Wilde, Bunbury (Rolle der Lady Bracknell)

## Filmografie (Auswahl)
- 1911: Marianne, ein Weib aus dem Volke
- 1915: Die Beichte einer Verurteilten
- 1916: Passionels Tagebuch
- 1917: Unsühnbar
- 1919: Malaria
- 1919: Der Galeerensträfling (2 Teile)
- 1919: Gebannt und erlöst
- 1920: Die letzten Kolczaks
- 1920: Der verlorene Schatten
- 1920: Patience
- 1920: Der siebente Tag
- 1920: Herztrumpf
- 1920: Das Haupt des Juarez
- 1920: Exzellenz Unterrock
- 1920: Manolescus Memoiren
- 1921: Das Haus in der Dragonergasse
- 1921: Der verlorene Schatten
- 1921: Marizza, genannt die Schmugglermadonna
- 1921: Verlogene Moral
- 1921: Das goldene Netz
- 1921: Grausige Nächte
- 1921: Die schwarze Pantherin
- 1921: Der Roman der Christine von Herre
- 1921: Violet
- 1921: Die Schuld des Grafen Weronski
- 1921: Lady Hamilton
- 1921: Kinder der Finsternis, 1. Teil: Der Mann aus Neapel
- 1922: Kinder der Finsternis, 2. Teil: Kämpfende Welten
- 1922: Die siebente Nacht
- 1922: Herzog Ferrantes Ende
- 1922: Die Tänzerin Navarro
- 1922: Dr. Mabuse, der Spieler (2 Teile)
- 1922: Lucrezia Borgia
- 1922: Der Absturz
- 1923: Die Magyarenfürstin
- 1923: Die Prinzessin Suwarin
- 1923: Die Liebe einer Königin
- 1923: Der Hof ohne Lachen
- 1923: Alt-Heidelberg
- 1924: Helena (2 Teile)
- 1924: Die Radio-Heirat
- 1924: Die Fahrt ins Verderben
- 1924: Die Schmetterlingsschlacht
- 1925: Aschermittwoch
- 1925: Das Mädchen mit der Protektion
- 1926: Die Försterchristl
- 1926: Deutsche Herzen am deutschen Rhein
- 1926: Trude, die Sechzehnjährige
- 1926: Nixchen
- 1926: Die vom Schicksal Verfolgten
- 1926: Die Waise von Lowood
- 1927: Der Himmel auf Erden
- 1927: Die Geliebte
- 1927: Die leichte Isabell
- 1927: Der Meister von Nürnberg
- 1927: Die drei Niemandskinder
- 1927: Frühere Verhältnisse
- 1927: Ein rheinisches Mädchen beim rheinischen Wein
- 1927: Die rollende Kugel
- 1927: Arme kleine Sif
- 1927: Das Mädchen mit den fünf Nullen
- 1927: Im Luxuszug
- 1927: Die Stadt der tausend Freuden
- 1927: Feme
- 1927: Deutsche Frauen – Deutsche Treue
- 1927/28: Königin Luise (2 Teile)
- 1928: Heut’ tanzt Mariett
- 1928: Die Durchgängerin
- 1928: Lotte
- 1928: Der Ladenprinz
- 1928: Leontines Ehemänner
- 1928: Mary Lou
- 1928: Kaczmarek
- 1928: Serenissimus und die letzte Jungfrau
- 1928: Die Zirkusprinzessin
- 1929: Verirrte Jugend
- 1929: Aufruhr im Junggesellenheim
- 1929: Die Drei um Edith
- 1929: Fräulein Else
- 1929: Katharina Knie
- 1929: Der Erzieher meiner Tochter
- 1930: Donauwalzer
- 1930: Der Nächste, bitte
- 1930: Skandal um Eva
- 1930: Die große Sehnsucht
- 1930: Die zärtlichen Verwandten
- 1930: Ein Walzer im Schlafcoupé
- 1930: 1000 Worte Deutsch
- 1930: Eine Freundin so goldig wie Du
- 1930: Seitensprünge
- 1930: Die Königin einer Nacht
- 1930: Ihre Majestät die Liebe
- 1931: Walzerparadies
- 1931: Die Försterchristel
- 1931: Der Schrecken der Garnison
- 1931: Die Schlacht von Bademünde
- 1931: Die schwebende Jungfrau
- 1931: Der verjüngte Adolar
- 1931: Jeder fragt nach Erika
- 1931: Keine Feier ohne Meyer
- 1931: Strohwitwer
- 1931: Der Kongreß tanzt
- 1932: Goldblondes Mädchen, ich schenk’ Dir mein Herz – Ich bin ja so verliebt...
- 1932: Ein steinreicher Mann
- 1932: Der Sieger
- 1932: Einmal möcht’ ich keine Sorgen haben
- 1932: Ein toller Einfall
- 1932: Ballhaus Goldener Engel
- 1932: Das schöne Abenteuer
- 1932: Ich will nicht wissen, wer Du bist
- 1932: Liebe, Scherz und Ernst
- 1932: Friederike
- 1932: Der tolle Bomberg
- 1932: Die Liebe auf den ersten Ton
- 1932: Der große Bluff
- 1932: Der verliebte Blasekopp
- 1932: Kaiserwalzer/Audienz in Ischl
- 1933: Eine Frau wie Du
- 1933: Die Tochter des Regiments
- 1933: Morgenrot
- 1933: Kleines Mädel – grosses Glück
- 1933: Glückliche Reise
- 1934: Es knallt
- 1934: Der Flüchtling aus Chicago
- 1934: Zigeunerblut
- 1934: Die Töchter Ihrer Exzellenz
- 1934: Die englische Heirat
- 1934: Ein Walzer für dich
- 1934: Gern hab’ ich die Frau’n geküsst
- 1934: Ich sing’ mich in Dein Herz hinein
- 1934: Der Fall Brenken
- 1934: Da stimmt was nicht
- 1934: Der Herr Senator. Die fliegende Ahnfrau
- 1934: Ich sehne mich nach Dir
- 1934: Der letzte Walzer
- 1934: Alles hört auf mein Kommando
- 1934: Der Herr ohne Wohnung
- 1934: Frühjahrsparade
- 1935: Petersburger Nächte. Walzer an der Newa
- 1935: Amphitryon – Aus den Wolken kommt das Glück
- 1935: Alle Tage ist kein Sonntag
- 1935: Ein falscher Fuffziger
- 1935: Der Himmel auf Erden
- 1935: Der blaue Diamant
- 1935: Der Taler der Tante Sidonie
- 1935: Eva
- 1935: Mach’ mich glücklich
- 1935: Der Kampf mit dem Drachen
- 1935: Der Gefangene des Königs
- 1935: Ich liebe alle Frauen
- 1935: Ein Teufelskerl (Leutnant Bobby, der Teufelskerl)
- 1935: Knox und die lustigen Vagabunden (Zirkus Saran)
- 1935: Es waren zwei Junggesellen
- 1935: Die Gesangsstunde
- 1935: Kirschen in Nachbars Garten
- 1936: Der schüchterne Casanova
- 1936: Rendezvous in Wien
- 1936: Die große und die kleine Welt
- 1936: Engel mit kleinen Fehlern
- 1936: Flitterwochen
- 1936: Skandal um die Fledermaus
- 1936: Die Puppenfee
- 1936: Der Favorit der Kaiserin

## Tondokumente
Von Adele Sandrock gibt es lediglich eine kommerzielle Schellackplatte:

Carl Lindström AG, aufgenommen Anfang April 1933 im Lindström-Studio 1, Berlin-Kreuzberg
- Tante Adele auf dem Witwenball, 1. und 2. Teil. (Text: N.N.) Adele Sandrock mit Alexa von Porembsky und Hubert von Meyerinck. Odeon O-11 859, später auch als Adele-Sandrock-Erinnerungsplatte auf Parlophon B.49 585 (Matrizennummern Be 10304 und 10305-2).[27][28]

## Hörspiele über ihre Beziehung zu Arthur Schnitzler
- 1985: Arthur Schnitzler, Adele Sandrock: Dir mit Leib und Seele – Du Hund! – Bearbeitung und Regie: Friedhelm Ortmann (Hörspielbearbeitung – ORF/WDR) – Erstsendung: 22. September 1985 | 89'36 Minuten | Sprecher: Elisabeth Trissenaar, Helmuth Lohner
- 1995: Arthur Schnitzler, Adele Sandrock: ?Ich Dich ewig! – Adele Sandrock und Arthur Schnitzler. Ein Hörspiel aus Briefen, Telegrammen und Tagebüchern – Regie: Renate Heitzmann (Hörspielbearbeitung – Deutschlandradio) – Erstsendung: 27. Dezember 1995 | 54'20 Minuten | Sprecher: Imogen Kogge (Sandrock), Gerd Wameling (Schnitzler), Ulrich Matthes (Erzähler)